# 第3戦車群
第3戦車群（だいさんせんしゃぐん、JGSDF 3rd Tank Group）は、陸上自衛隊北恵庭駐屯地（北海道恵庭市）に駐屯していた北部方面隊第1戦車団隷下の機甲科（戦車）の編合部隊で1981年（昭和56年）3月25日に廃止され第73戦車連隊に改編された。

## 概要
群長は1等陸佐（二）が充てられ、群本部、本部管理中隊および5個の独立戦車中隊を編合して編成されていた。
1981年（昭和56年）3月に第7師団の機甲師団改編に伴い廃止され、第7師団隷下の第73戦車連隊（4個戦車中隊基幹）に改編された。

## 沿革
第104特車大隊
- 1956年（昭和31年）
  - 1月25日：第104特車大隊（3個戦車中隊基幹）が北恵庭駐屯地において編成完結。第1特車群（北恵庭駐屯地）に編合。
  - 4月：M41軽特車を装備開始。

第104戦車大隊
- 1962年（昭和37年）1月18日：第104特車大隊（北恵庭駐屯地）が第104戦車大隊に称号変更。第1戦車群（北恵庭駐屯地）に編合。
- 1969年（昭和44年）5月    ：61式戦車を装備開始。
- 1974年（昭和49年）7月31日：第104戦車大隊（北恵庭駐屯地）が廃止。

第3戦車群
- 1974年（昭和49年）8月1日：第104戦車大隊（北恵庭駐屯地）を第3戦車群（5個戦車中隊基幹）に改編。第1戦車団に編合。
- 1979年（昭和54年）6月    ：74式戦車を装備開始。
- 1981年（昭和56年）3月25日：第3戦車群（北恵庭駐屯地）が廃止。

## 廃止時の部隊編成
- 第3戦車群本部
- 本部管理中隊「3戦群-本」：74式戦車、73式装甲車、78式戦車回収車
- 第311戦車中隊「3戦群-311」：74式戦車、73式装甲車
- 第312戦車中隊「3戦群-312」：74式戦車、73式装甲車
- 第313戦車中隊「3戦群-313」：74式戦車、73式装甲車
- 第314戦車中隊「3戦群-314」：74式戦車、73式装甲車
- 第315戦車中隊「3戦群-315」：74式戦車、73式装甲車

## 歴代の主要幹部
| 代 | 氏名     | 在職期間                        | 前職                              | 後職                                  |
| -- | -------- | ------------------------------- | --------------------------------- | ------------------------------------- |
| 01 | 中嶋賢   | 1974年08月01日 - 1976年08月01日 | 第1戦車群付                       | 第1戦車団副団長                       |
| 02 | 永嶌康昭 | 1976年08月02日 - 1978年07月31日 | 第4戦車大隊長 兼 玖珠駐とん地司令 | 第4陸曹教育隊長 兼 松山駐とん地司令   |
| 03 | 郷原一保 | 1978年08月01日 - 1980年03月16日 | 陸上幕僚監部付                    | 陸上幕僚監部教育訓練部訓練課 演習班長 |
| 末 | 齊野光浩 | 1980年03月17日 - 1981年03月24日 | 陸上幕僚監部調査部調査第2課勤務   | 第73戦車連隊長                        |

## 歴代主要装備
- M24軽戦車
- M4A3E8戦車
- M41軽戦車
- 61式戦車
- 74式戦車
- M3A1装甲車
- 60式装甲車
- 73式装甲車
- 78式戦車回収車
- 78式雪上車
- 73式小型トラック
- 73式中型トラック
- 73式大型トラック
- 64式7.62mm小銃
- 11.4mm短機関銃M3A1